# Aérodrome de Nalyvaykivka
L'aérodrome de Nalyvaykivka  est situé à l'ouest de Kyiv en la ville de Nalyvaykivka.

## Historique
Il sert actuellement à la société Aeroprakt, fondée en 1991 par Yuriy Yakovlev et Oleg Litovchenko, antérieurement ingénieurs chez Antonov.

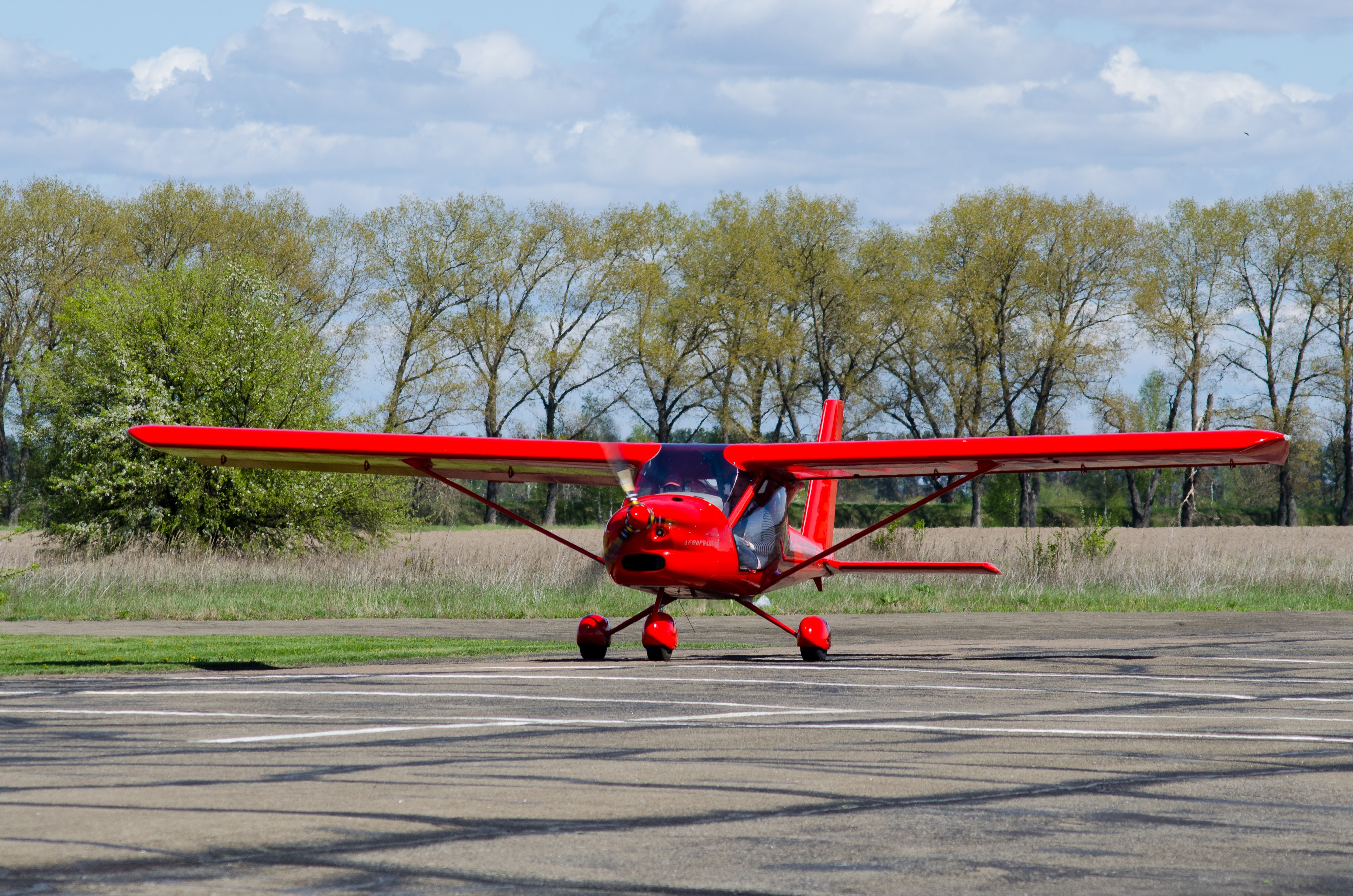
Un A-32 sur la piste,
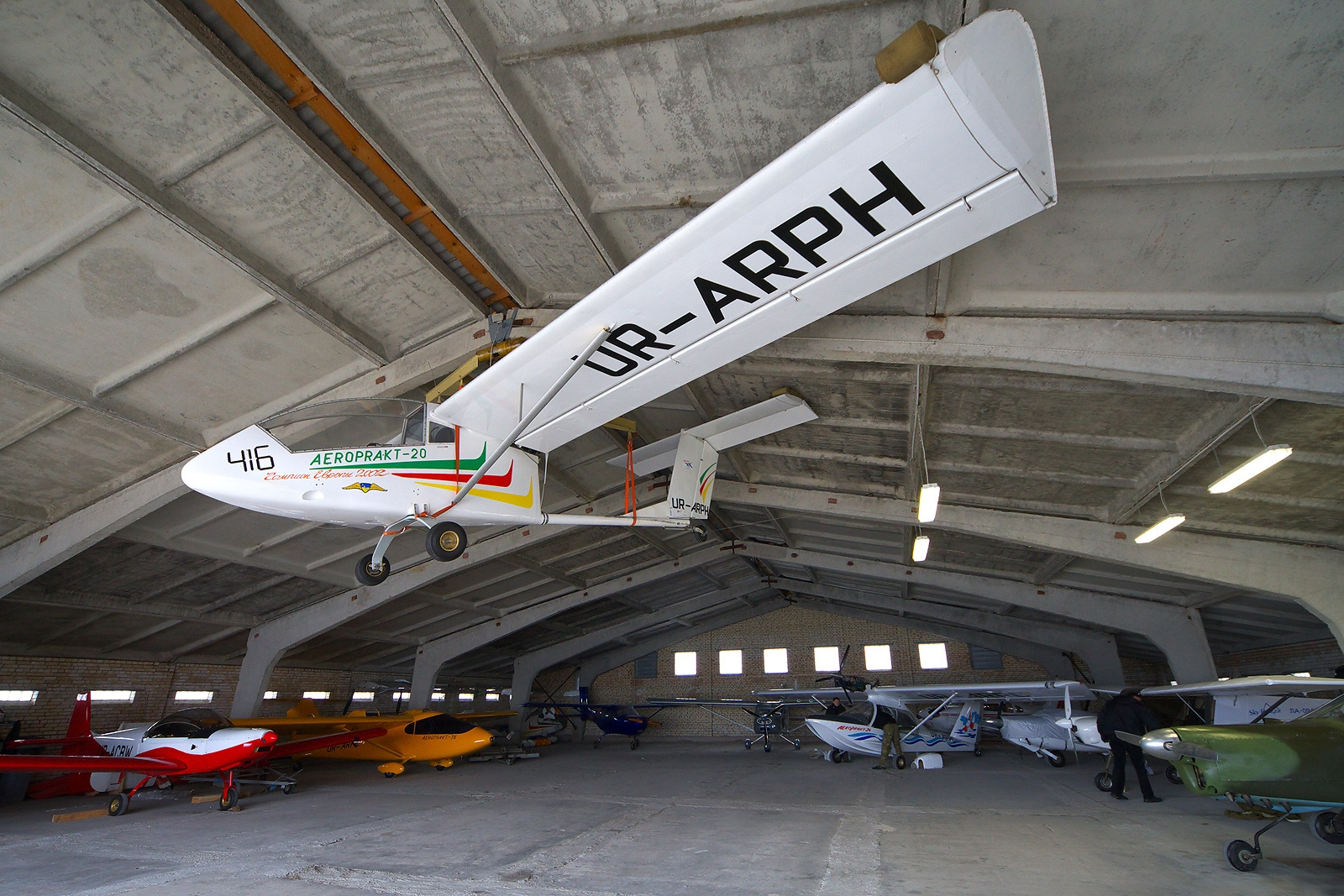
un Aeroprakt A-20 sous hangar.